# Me casé con un boludo
Me casé con un boludo (bra: Roteiro de Casamento) é um filme argentino de 2016, do gênero comédia, dirigido por Juan Taratuto e protagonizado por Valeria Bertuccelli e Adrián Suar, que repete o sucesso de Un novio para mi mujer, do mesmo diretor.

## Sinopse
A história é sobre Florencia, uma atriz promissora que está iniciando sua carreira no cinema, que acaba apaixonando-se por seu colega de elenco, um famoso ator de cinema. Quando eles decidirem casar-se, ela perceberá que de fato se apaixonou pelo personagem e que seu marido é na verdade um verdadeiro idiota.

## Elenco
- Valeria Bertuccelli como Florencia Córmik.
- Adrián Suar como Fabián.
- Norman Briski
- Gerardo Romano

## Recepção
O filme recebeu 86% de aprovação no site Todas Las Críticas, com base em 28 críticos profissionais dando uma proporção de 68/100, indicando um consenso geral positivo. Pablo O. Scholz, do jornal Clarín, comentou “Comédia romântica com mais amor do que riso, Suar e Bertuccelli estão no seu molho”. De forma mais modesta, Diego Batlle, do jornal La Nación, conclui: “O resultado é díspar, nem sempre convincente, mas com um profissionalismo técnico, narrativo e de atores, e certos momentos de humor absurdo e finais de grande sensibilidade e emoção que finalmente acabam resgatando-a de suas sucessivas recaídas”. Por fim, Juan Pablo Cinelli, do jornal Página/12, questiona um aspecto do filme dizendo: “O filme abandona o cinema para dialogar com a indústria cimenteira, (...) e o faz sem necessidade, como se desconfiasse de si mesmo. méritos. Porque além destes dois momentos e do seu título, (...) representa uma contribuição válida para a ampla gama do cinema argentino.”